# Sergueï Belavenets
Sergueï Vsevolodovitch Belavenets (en russe : Сергей Всеволодович Белавенец, en anglais : Sergey Belavenets) est un joueur d'échecs et un théoricien des échecs soviétique né le 8 juillet 1910 à Smolensk et mort en 1941 ou 1942 (son corps fut retrouvé le  7 mars 1942). 
Trois fois champion de Moscou, il fut champion de la République de Russie (RSFSR) en 1934.

## Biographie et carrière
Belavenets est né à Smolensk. Dans les années 1920, il vint à Moscou pour faire des études d'ingénieur. Il était accompagné de Mikhaïl Ioudovitch. Venus faire des études de journaliste, ils furent appelés les jumeaux de Smolensk. Belavenets remporta le tournoi des joueurs de 1re catégorie de Moscou en 1933 (+7 =2) et le championnat de la RSFSR en 1934 (+3 =2). En 1934, il fit match nul contre Mikhaïl Botvinnik lors du match Moscou-Léningrad.
Belavenets remporta le Championnat d'échecs de Moscou en 1932 (ex æquo avec Lebdev et Orlov), 1937 (ex æquo avec Vladimir Alatortsev) et 1938 (ex æquo avec Vassily Smyslov). Lors du tournoi international de Moscou en mars 1937, il marqua la moitié des points (3,5 sur 7) et finit quatrième du tournoi remporté par Fine devant Ilia Kan et Vassili Panov. En janvier 1939, Belavenets participa au tournoi international d'entraînement de Moscou-Léningrad et finit à la 9e-10e place avec 9 points sur 17. La même année, il temina troisième du championnat d'URSS, derrière Mikhaïl Botvinnik et Alexandre Kotov. 
Belavenets dirigeait la section du magazine 64 consacrée aux parties. Il est l'auteur d'articles théoriques sur les finales parus dans les revues Chakhmati v SSSR et 64, qui furent recueillis par sa fille après sa mort.
Pendant la Seconde Guerre mondiale, le magazine 64 fut suspendu et ses rédacteurs envoyés au front. Belavenets était à la tête d'une unité de poseurs de mine.
Il fut tué en 1941 ou 1942, à 32 ans, lors des combats. Après qu'une attaque allemande fut repoussée le 7 mars 1942 près de Novgorod, le corps de Belavenets fut retrouvé et identifié par sa montre gravée « Sergueï Belavenets — Champion de Moscou 1937-1938 ».
Sa fille Lioudmila Belavenets, née en 1940, est maître international féminin (GMF), maître international mixte et championne du monde du jeu d'échecs par correspondance.